# Brighton (Michigan)
Brighton – miasto w Stanach Zjednoczonych, w stanie Michigan, w hrabstwie Livingston.